# Francesco Bruno (musicista)
Francesco Bruno (Roma, ...) è un chitarrista, compositore e arrangiatore italiano.

## Biografia
Attivo sulle scene Italiane sin dai primi anni settanta, ha fatto parte di formazioni della scena jazz romana (Kaleidon) e partenopea (Tony Esposito, con il quale ha partecipato al Montreux Jazz festival del 1976, esibendosi a fianco di leggende del jazz quali il trombettista Don Cherry).
Compositore e session man, ha collaborato, tra gli altri, con Teresa De Sio, Richie Havens, Edoardo Bennato e gli Agricantus. Con il proprio ensemble ha partecipato all'Open Europe Festival di Berlino e ad altri progetti internazionali, dove affronta varie tematiche sociali e di forte attualità.
Negli anni ottanta è stato autore di brani di grande successo per la cantante Teresa De Sio divenuti evergreen, fra i quali Voglia 'e turnà.
Nel 1987 esordisce come solista ad Umbria Jazz, presentando l’album Interface, aprendo con la sua formazione lo storico concerto dell’orchestra di Gil Evans con Sting e i concerti del tour italiano di Stanley Clarke e Allan Holdsworth. Ad Interface seguono molte altre produzioni discografiche caratterizzate da un personale crossover stilistico tra jazz elettrico e world music, quali: 1989 Time Sharing del 1989 e El Lugar del 1993, che vede la presenza di Richie Havens come guest star. Nel 1997 pubblica per la C.N.I. l’album Ouarzazat. Nelle varie formazioni dell’ensemble si alternano in studio e dal vivo nel corso degli anni alcuni tra i migliori musicisti della scena jazz italiana. Per la Manifesto CD pubblica nel 1999 Matarièh, Jamila, progetto a sostegno dell’organizzazione umanitaria Emergency, in collaborazione con il gruppo Agricantus, e Hucapù, album ispirato all’universo della musica latino americana.
Nel marzo 2010 viene pubblicato dal gruppo l'Espresso - La Repubblica il progetto multimediale di Francesco Bruno e Angela Terzani Staude Le Parole Altre. Il lungo viaggio di Tiziano Terzani, dedicato allo scrittore fiorentino. Lo spettacolo viene replicato in molti teatri, tra i quali al Teatro della Pergola di Firenze, Casa del Jazz Festival di Roma, Auditorium Candiani e Sala del Carmine di Orvieto.
Nel 2014 viene pubblicato Witam, primo lavoro di jazz acustico, con la partecipazione dei musicisti polacchi Piotr Vojtasik e Sylwester Ostrowski, Pierpaolo Principato, Nicola Angelucci e Luca Pirozzi.
L'album successivo Blue Sky Above The Dreamers del 2019, pubblicato dalla Hevhethia, vede la partecipazione del sassofonista argentino Javier Girotto, il trombettista Aldo Bassi, Luca Bulgarelli e Pierpaolo Principato.
Con ONIROTREE, progetto nato dalla collaborazione con l’attrice e cantante Silvia Lorenzo, parte dalla riscoperta di antichi canti tradizionali e approda al linguaggio del jazz in un originale crossover stilistico. L’album è stato pubblicato da AlfaMusic nel 2022.
A luglio del 2023 ha pubblicato per AlfaMusic il progetto Zàkynthos, con Marco Rovinelli e Andrea Colella, presentato al Jazz&Image festival di Roma con la partecipazione di Maurizio Giammarco. Nel 2024 il progetto vede inoltre la partecipazione nei concerti dal vivo del trombettista spagnolo Raynal Colom, uno dei più apprezzati nomi della scena jazz internazionale, e il sassofonista argentino Javier Girotto.

## Discografia
- 1987 – Interface
- 1989 – Time Sharing
- 1995 – El Lugar
- 1997 – Ouarzazat
- 1999 – Matarièh
- 2003 – Huacapù
- 2010 – Le Parole Altre. Il lungo viaggio di Tiziano
- 2014 – Witam
- 2019 – Blue Sky Above the Dreamers
- 2022 – ONIROTREE
- 2023 – Zàkynthos

Con Teresa De Sio
- 1980 – Sulla terra sulla luna
- 1982 – Teresa De Sio
- 1983 – Tre
- 1985 – Africana

Con Tony Esposito
- 1976 – Processione sul mare
- 1978 – La banda del sole

Con Edoardo Bennato
- 1976 – La torre di Babele

Con Agricantus
- 2002 – Jamila